# Ensemble Storstrøm
Ensemble Storstrøm (tidligere Storstrøms Amts Kammerensemble / Storstrøms Kammerensemble ) er et basisensemble med for tiden (2020) 8 fastansatte musikere. 

## Historie
I slutningen af 1980erne ønskede Storstrøms Amt at oprette et Musikalsk Grundkursus og ansøgte staten om at placere et i Nykøbing F.. Kravet fra staten var, at det skulle følges af et basisensemble på 10 musikere, primært for at kunne tilbyde lokale lærerkræfter. Men kommunerne i amtet ville ikke bidrage med penge til ensemblet. 
Resultatet var, at stat og amt deltes om udgifterne til ensemblet, og i 1991 blev MGK oprettet i Nykøbing Falster og et basisensemble (i første omgang med 6 musikere) blev etableret med Storstrøms Amt som medejer og primært virkefelt. Senere kom yderligere 3 instrumenter til, men den ene stilling er igen bortfaldet. I dag består ensemblet af 8 musikere: fløjte, klarinet, fagot, harpe, klaver, violin, bratsch og cello.
Svend Aaquist blev udpeget som koordinator af fødselsprocessen og som ensemblets første leder. Senere har der været andre kunstneriske rådgivere tilknyttet og for tiden (2017) er det fløjtenisten Toke Lund Christiansen. Den daglige ledelse har været varetaget af Jesper Lützhøft, Finn Hansen, Maria Frej, Claus Due og siden 2020 af ensemblechef Maj Kullberg Øllgaard. 
Fra starten havde ensemblet bolig sammen med Nykøbing Musikskole, men i 1997 flyttede det ind i hovedbygningen på herregården Fuglsang mellem Nysted og Nykøbing Falster. Denne bygning kunne levere en fin koncertsal og rigeligt med andre lokaler.
Arbejdet i de historiske lokaler skulle vise sig at få overordentlig stor betydning for ensemblets identitet og udvikling. Fuglsang var i mange år ejet af Bodil Neergaard, der var datter af Emil Hartmann og barnebarn af J.P.E. Hartmann. De kom naturligvis ofte på slottet, og det samme gjorde senere Carl Nielsen og andre musikpersonligheder. Disse forbindelser til en 100 år gammel tradition har betydet meget for ensemblets forankring i området.
I forbindelse med kommunalreformen i 2007 bortfaldt pengene fra Storstrøms amt, men staten overtog i starten forpligtelsen. I dag er ensemblet finansieret med ca. 60% fra staten, ca. 30% fra de 5 kommuner Lolland, Guldborgsund, Næstved og Faxe samt ca. 10% fra sponsorer og egenindtægter.

### Jubilæum og nyt hus
I 2016 fejrede ensemblet sit 25-års jubilæum med et specielt programhæfte Arkiveret 7. februar 2017 hos  Wayback Machine til den årlige sommerfestival. Samtidig kunne det flytte 200 meter mod nord og ind i Fuglsangs ombyggede tidligere forpagterbolig, (nu kaldet "KUMUS") og indlede en ny epoke med øget samarbejde med Fuglsang Kunstmuseum og udviklingen af et egentligt Kulturcenter Fuglsang som en væsentlig prioritet.

## Ensemblets virke
Ensemblet arbejder næsten altid uden dirigent. Tilknytningen af en kunstnerisk rådgiver er væsentlig for ensemblet og har været det i mange år. Der kan være tale om en komponist, musiker, teoretiker, dirigent eller noget helt andet.
Den unikke instrumentsammensætning giver ensemblet en helt særlig klang, der har inspireret mangfoldige komponister og arrangører til at skrive specielt til ensemblet. Gennem de 25 år har danske og udenlandske komponister skrevet rundt regnet 100 musikstykker Arkiveret 7. februar 2017 hos  Wayback Machine direkte til Ensemble Storstrøm. Ensemblets sammensætning motiverer det endvidere til at dele sig og spille i mindre grupper på kryds og tværs af de traditionelle skel. 
Ensemble Storstrøms formål er "at formidle og fremføre et varieret koncertprogram af høj kunstnerisk kvalitet samt at medvirke til at fremme kvalitet og mangfoldighed i musiklivet." I forsøget på at efterleve dette formål, løser ensemblet en lang række opgaver primært i Kulturregion Storstrøm. 
- Koncerter med kammermusik
- Undervisning og workshops på MGK og musikskoler i regionen
- Samarbejde med regionens andre kulturinstitutioner
- Symfonisk musik med Storstrøms Symfoniorkester
- Musikdramatiske produktioner - også for børn og unge
- Festivalen "Sommermusik på Fuglsang" - hvert år siden 2001
- Udvikling og opsøgning af nye publikumsgrupper - ikke mindst i landdistrikterne
- Udvikling af koncertform og formidling til publikum

## Ensemblets musikere
I 2020 består ensemblet af 8 musikere:
- Mette Frank på harpe
- Svend Melbye på fløjte
- Jakob Westh på klaver
- Gunnar Eckhoff på fagot
- Piotr Zelazny på bratsch
- Stéphane Tran Ngoc på violin
- Tobias Gørvild Lautrup på cello
- Som Howie på klarinet